# Trần Barga
Kỳ Trần Barga (tiếng Mông Cổ: ᠬᠠᠭᠤᠴᠢᠨ ᠪᠠᠷᠭᠤ ᠬᠣᠰᠢᠭᠤ Qaɣučin Barɣu qosiɣu, chữ Kirin Mông Cổ: Хуучин Барга хошуу; giản thể: 陈巴尔虎旗; phồn thể: 陳巴爾虎旗; bính âm: Chén Bā'ěrhǔ Qí, Hán Việt:Trần Ba Nhĩ Hổ) là một kỳ của địa cấp thị Hulunbuir (Hô Luân Bối Nhĩ), khu tự trị Nội Mông Cổ, Trung Quốc. Chữ "Trần" (陈) trong tên kỳ nghĩa là "cũ". Kỳ nằm cách quận Hailar khoảng 28 kilômét (17 mi).

## Hành chính

### Trấn
- Ba Ngạn Khố Nhân (巴彦库仁镇)
- Bảo Nhật Hy Lặc (宝日希勒镇)
- Hô Hòa Nặc Nhĩ (呼和诺尔镇)

### Tô mộc
- Tây Ô Châu Nhĩ (西乌珠尔苏木)
- Đông Ô Châu Nhĩ (东乌珠尔苏木)
- Ba Ngạn Cáp Đạt (巴彦哈达苏木)
- Đặc Nê Hà (特泥河苏木)

### Tô mộc dân tộc
- Tô mộc dân tộc Ngạc Ôn Khắc (Evenk) (鄂温克民族苏木)

### Khác
- Mục trường Quốc doanh Cáp Đạt Đồ (国营哈达图牧场)
- Mục trường Quốc doanh Đặc Nê Hà (国营特泥河农牧场)
- Mục trường Quốc doanh Hạo Đặc Đào Hải (国营浩特陶海牧场)

## Khí hậu
| Dữ liệu khí hậu của Trần Barga          | Dữ liệu khí hậu của Trần Barga | Dữ liệu khí hậu của Trần Barga | Dữ liệu khí hậu của Trần Barga | Dữ liệu khí hậu của Trần Barga | Dữ liệu khí hậu của Trần Barga | Dữ liệu khí hậu của Trần Barga | Dữ liệu khí hậu của Trần Barga | Dữ liệu khí hậu của Trần Barga | Dữ liệu khí hậu của Trần Barga | Dữ liệu khí hậu của Trần Barga | Dữ liệu khí hậu của Trần Barga | Dữ liệu khí hậu của Trần Barga | Dữ liệu khí hậu của Trần Barga |
| Tháng                                   | 1                              | 2                              | 3                              | 4                              | 5                              | 6                              | 7                              | 8                              | 9                              | 10                             | 11                             | 12                             | Năm                            |
| --------------------------------------- | ------------------------------ | ------------------------------ | ------------------------------ | ------------------------------ | ------------------------------ | ------------------------------ | ------------------------------ | ------------------------------ | ------------------------------ | ------------------------------ | ------------------------------ | ------------------------------ | ------------------------------ |
| Cao kỉ lục °C (°F)                      | 0.0 (32.0)                     | 4.6 (40.3)                     | 17.2 (63.0)                    | 29.4 (84.9)                    | 35.2 (95.4)                    | 39.9 (103.8)                   | 40.6 (105.1)                   | 37.5 (99.5)                    | 33.6 (92.5)                    | 27.3 (81.1)                    | 12.1 (53.8)                    | 1.5 (34.7)                     | 40.6 (105.1)                   |
| Trung bình ngày tối đa °C (°F)          | −19.6 (−3.3)                   | −13.6 (7.5)                    | −3.2 (26.2)                    | 9.8 (49.6)                     | 18.8 (65.8)                    | 24.8 (76.6)                    | 26.3 (79.3)                    | 24.5 (76.1)                    | 17.8 (64.0)                    | 8.1 (46.6)                     | −5.7 (21.7)                    | −16.5 (2.3)                    | 6.0 (42.7)                     |
| Trung bình ngày °C (°F)                 | −26.0 (−14.8)                  | −21.4 (−6.5)                   | −10.5 (13.1)                   | 2.7 (36.9)                     | 11.5 (52.7)                    | 18.1 (64.6)                    | 20.4 (68.7)                    | 18.2 (64.8)                    | 10.7 (51.3)                    | 0.9 (33.6)                     | −12.2 (10.0)                   | −22.4 (−8.3)                   | −0.8 (30.5)                    |
| Tối thiểu trung bình ngày °C (°F)       | −31.1 (−24.0)                  | −27.6 (−17.7)                  | −17.2 (1.0)                    | −3.7 (25.3)                    | 3.7 (38.7)                     | 11.0 (51.8)                    | 14.6 (58.3)                    | 12.5 (54.5)                    | 4.5 (40.1)                     | −4.7 (23.5)                    | −17.3 (0.9)                    | −27.3 (−17.1)                  | −6.9 (19.6)                    |
| Thấp kỉ lục °C (°F)                     | −45.0 (−49.0)                  | −43.0 (−45.4)                  | −35.3 (−31.5)                  | −23.0 (−9.4)                   | −8.6 (16.5)                    | −1.3 (29.7)                    | 4.6 (40.3)                     | 1.3 (34.3)                     | −9.7 (14.5)                    | −21.8 (−7.2)                   | −39.7 (−39.5)                  | −42.9 (−45.2)                  | −45.0 (−49.0)                  |
| Lượng Giáng thủy trung bình mm (inches) | 4.1 (0.16)                     | 2.9 (0.11)                     | 5.3 (0.21)                     | 0.1 (0.00)                     | 20.5 (0.81)                    | 50.4 (1.98)                    | 91.8 (3.61)                    | 88.3 (3.48)                    | 32.8 (1.29)                    | 12.9 (0.51)                    | 4.9 (0.19)                     | 6.1 (0.24)                     | 320.1 (12.59)                  |
| Độ ẩm tương đối trung bình (%)          | 75                             | 74                             | 66                             | 51                             | 46                             | 59                             | 70                             | 71                             | 65                             | 62                             | 71                             | 76                             | 66                             |
| Nguồn:                                  |                                |                                |                                |                                |                                |                                |                                |                                |                                |                                |                                |                                |                                |